# Центр европейских исследований ИМЭМО РАН
Центр европейских исследований (ЦЕИ) — является одним из подразделений Института мировой экономики и международных отношений имени Е.М. Примакова Российской академии наук (ИМЭМО РАН) и проводит широкий спектр исследований в области экономики, внутренней политики и социальных процессов европейских стран. Центр европейских исследований подразделяется на два сектора: сектор экономики европейских стран и сектор исследований Европейского союза. ЦЕИ был образован на базе Отдела стран Западной Европы и Центра исследования европейской интеграции главных стран Западной Европы в 2001 г. 

## Направления деятельности и задачи ЦЕИ
Приоритетным направлением деятельности Центра является анализ экономического и социального развития, изучение европейской интеграции, внутренней политики европейских стран, роли ЕС в мировой экономике.
Рассматриваются также актуальные экономические и социально-политические проблемы как ключевых, так и малых европейских стран (Германии, Франции, Великобритании, Италии, Испании, Швеции, Финляндии, Греции, Польши, Чехии и др.). Исследуются также и торгово-экономические связи России со странами региона. Сотрудники Центра регулярно участвуют в международных конференциях и круглых столах, ведут преподавательскую деятельность в ведущих ВУЗах России, участвуют в работе института и выступают в СМИ по европейской проблематике. 
На регулярной основе проводится научный семинар Центра европейских исследований, который объединяет специалистов в области мировой экономики и европейских исследований.В рамках данного семинара рассматриваются актуальные тенденции социально-экономического развития стран ЕС, вопросы экологизации стран ЕС, экономические связи России и ЕС. Семинар проводится в формате круглого стола. У участников есть возможность не только выступить с актуальными результатами своих исследований, посвященных процессам в европейских странах, но и поучаствовать в дискуссии с ведущими экспертами в данной области.
В разные годы подразделения по изучению Западной Европы ИМЭМО РАН возглавляли такие известные ученые, как Ю.И. Юданов, В.Н. Шенаев, В.Г. Барановский, Е.С. Хесин, В.П. Гутник, А.В. Кузнецов.

## Структура
Центр европейских исследований подразделяется на два сектора: Сектор экономики европейских стран и Сектор исследований Европейского союза. 
Сектор экономики европейских стран
Руководитель: к.э.н. Четверикова А.С.
- исследование экономического и социально-политического развития стран Европы;
- анализ влияния мировых и общеевропейских вызовов на экономику стран-членов ЕС;
- оценка последствий наднациональных решений для участников интеграционного объединения;
- изучение внешнеэкономических отношений стран ЕС и их групп с Россией.

Сектор исследований Европейского союза
- исследование ключевых направлений социально-экономического развития и экономической политики ЕС, функционирования единого европейского рынка;
- изучение текущего состояния европейской интеграции, вопросов ее расширения и углубления, институционального развития ЕС и трансформации коммунитарных институтов;
- исследование основных проблем экономики европейских стран, позиций ЕС в конкурентной борьбе с другими экономическими центрами;
- анализ отраслевых сдвигов в экономике ЕС с учетом новых технологических вызовов, изучение корпоративных стратегий европейских компаний в сферах инновационного развития, цифровизации, экологизации деятельности;
- изучение внешнеэкономических связей ЕС, экономического сотрудничества ЕС и России.

## Основные труды ЦЕИ
- Баронина Ю.А. Европейские автомобильные ТНК: стратегии развития. М.: ИМЭМО РАН, 2021. – 142 с.
- Европейский союз в мировом хозяйстве: проблемы конкурентоспособности / под общ. ред. Е.С. Хесина; отв. ред. Ю.Д. Квашнин, М.В. Клинова, А.А. Невская. – М.: ИМЭМО РАН, 2020. – 317 с.
- Волков А.М. Экономика Норвегии. М.: МГИМО-Университет, 2019. – 211 с.
- Волков А.М. Экономика Швеции. М.: МГИМО-Университет, 2019. – 213 с.
- Выборы в Европарламент – 2019: национальные ответы на дилеммы европейской интеграции / под ред. Ю.Д. Квашнина, А.К. Кудрявцева, Н.С. Плевако, В.Я. Швейцера. – М.: ИМЭМО РАН, 2019. – 178 с.
- Квашнин Ю.Д. Экономика Греции. М.: МГИМО-Университет, 2019. – 213 с.
- Миграционные процессы в Евросоюзе: современные проблемы и вызовы / под ред. О.Е. Трофимовой. – М.: ИМЭМО РАН, 2019. – 211 с.
- Четверикова А.С. Чехия как внешнеэкономический партнер России. М.: ИМЭМО РАН, 2019. – 130 с.
- Пределы лидерства Германии в Европе: сборник статей / отв. ред. А.В. Кузнецов. – М.: ИМЭМО РАН, 2018. – 144 с.
- Современная Испания: проблемы и решения / под ред. А.В. Кузнецова. – М.: ИМЭМО РАН, 2018. – 101 с.
- Франция при президенте Эммануэле Макроне: в начале пути / отв. ред.: М.В. Клинова, А.К. Кудрявцев, Ю.И. Рубинский, П.П. Тимофеев. – М.: ИМЭМО РАН, 2018. – 206 с.
- Невская А.А. Корпоративные связи России и Европейского союза. М.: ИМЭМО РАН, 2017. – 118 с.
- Оптимизация инвестиционных связей современной России / под ред. А.В. Кузнецова. М.: ИМЭМО РАН, 2016. - 120 с.
- Социальное государство в странах ЕС: прошлое и настоящее / отв. ред. Ю.Д. Квашнин. - М.: ИМЭМО РАН, 2016. - 189 с.
- Франция на пороге перемен: экономика и политика в начале XXI века: сборник статей по итогам Всероссийской научной конференции / отв. ред.: А.В. Кузнецов, М.В. Клинова, А.К. Кудрявцев, П.П. Тимофеев. М.: ИМЭМО РАН, 2016. - 285 с.
- Италия в начале XXI века: сборник статей по итогам конференции / отв. ред.: А.В. Авилова, Ю.Д. Квашнин. - М.: ИМЭМО РАН, 2015. - 152 с.
- Современная Греция в мировой экономике и политике / отв. ред. Ю.Д. Квашнин. – М.: ИМЭМО РАН, 2013. – 184 с.
- Экономика стран ЕС после введения евро: от эйфории 1999 г. до долгового кризиса 2010-х годов / под ред. А.В. Кузнецова, Е.С. Хесина. М.: ИМЭМО РАН, 2013. - 250 с.
- Клинова М.В. Государство и частный капитал: от теории к практике взаимодействия в европейских странах. М.: Магистр, 2011. – 400 с.
- Региональная политика стран ЕС / отв. ред. А.В. Кузнецов. М.: ИМЭМО РАН, 2009. - 230 с.
- Финансовая политика стран ЕС / отв. ред. В.П. Гутник. М.: Наука, 2004. - 267 с.
- Западноевропейские страны: особенности социально-экономических моделей / отв. ред. Гутник В.П. М.: Наука, 2002. - 271 с.
- Расширение ЕС на восток: позиции стран Евросоюза / отв. ред. Юданов Ю.И. М.: ИМЭМО РАН, 2002. - 120 с.
- Западноевропейские модели социально-экономического развития / отв. ред. Гутник В.П. М., ИМЭМО РАН, 2000. – 294 с.

## Известные ученые-европеисты ЦЕИ
В разные годы Центр европейских исследований ИМЭМО РАН и входившие в его состав научные сектора возглавляли ученые:
Юданов Юрий Игнатьевич (1927—2004) — доктор экономических наук (1968), профессор, основоположник научной школы экономики малых европейских стран, подготовивший множество учеников в России и немецкоязычных странах Европы. Является специалистом по экономике Австрии, Швейцарии и Германии, а также европейским прямым инвестициям.
Шенаев Владимир Никитович (1929—2010) — доктор экономических наук (1975), член-корреспондент РАН (1997), впоследствии заместитель директора Института Европы РАН. Специалист в области денежного обращения, кредита, финансов, валюты, капитала и механизмов функционирования рыночной экономики. В своих исследованиях также уделял внимание экономической модели Германии. 
Кузнецов Виктор Иванович (1931—2003) — доктор экономических наук (1978), профессор, специалист по экономике Франции, автор фундаментальных работ по государственному регулированию экономики и международным экономическим отношениям.
Барановский Владимир Георгиевич (род. 1950) — доктор исторических наук (1985), академик РАН (2011). В сферу его научных интересов входит теоретическое осмысление изменений в системе международных отношениях, анализ тенденций мирового развития в меняющейся конъюнктуре, изучение международно-политических процессов и вопросов безопасности.
Хесин Ефим Самуилович (1931—2021) — доктор экономических наук (1979), профессор, специалист по экономике Великобритании и современным проблемам развития мирового хозяйства, а также международным валютно-кредитным отношениям. Внес значительный вклад в изучение мировой экономики. Вел активную преподавательскую деятельность, подготовил свыше 30 кандидатов наук. 
Гутник Владимир Петрович (1954—2009) — доктор экономических наук (2002), специалист по экономике Германии и других европейских стран, известный исследователь европейского либерализма, отношений России и ЕС, проблем современной российской экономической политики, а также эксперт по методологии экономической науки. Возглавлял Центр европейских исследований в 1997—2009 гг., в последующие годы также директор НИИ внешнеэкономических связей. 
Кузнецов Алексей Владимирович (род. 1978) — доктор экономических наук (2008), член-корреспондент РАН (2011), директор Института научной информации по общественным наукам (ИНИОН) РАН, профессор МГИМО (У) МИД России, главный редактор журнала "Контуры глобальных трансформаций: политика, экономика, право". В 2009 – 2019 гг. возглавлял Центр европейских исследований. Специалист по прямым иностранным инвестициям, экономике Германии, российский экономист и экономико-географ.